# The More I See
The More I See ist eine englische Metal-Band aus Peterborough, die im Jahr 2002 gegründet wurde.

## Geschichte
Die Band wurde im Frühjahr 2002 von Graham „Gizz“ Butt, der schon als Live-Gitarrist bei The Prodigy und bei English Dogs, sowie später bei Sabbat tätig war, und dem Gitarristen Gavin King gegründet. Kurze Zeit später kamen der Bassist Lee Churchill, der Sänger Chad Sunderland und der Schlagzeuger Alex Cummins hinzu und vervollständigten die Besetzung. Noch im selben Jahr spielte die Band auf dem Summer Breeze. Kurze Zeit später erschien bei dem deutschen Label Modern Noise die EP Don’t Look Now… I’m Living. Daraufhin erreichte die Gruppe einen Vertrag bei SPV. Danach begab sich die Band nach Süd-Frankreich, um ihr Debütalbum The Wolves Are Hungry aufzunehmen. Abgemischt wurde der Tonträger von Andy Sneap. Das Album, das im Jahr 2004 erschien, war kommerziell jedoch nicht erfolgreich, wodurch die Band ihren Vertrag mit SPV wieder verlor. In der Folgezeit wurde es still um die Band, während sie nach einem neuen Label suchte.
Im Jahr 2008 erreichte The More I See einen Vertrag bei Transcend Records, worüber im selben Jahr das Album The Unholy Feast erschien. Mit wechselnder Besetzung an Schlagzeug und Bass folgten Auftritte zusammen mit Exodus, Breed 77 und Warrior Soul. Ende 2009 änderte sich die Besetzung um Butt komplett, wobei das Durchschnittsalter der Mitglieder recht gering war. Sänger Peter Ellis war der Einzige der neue Mitglieder, der bereits das 20. Lebensjahr überschritten hatte. Weitere Mitglieder waren der 19-jährige Gitarrist James Cluer, der 18-jährige Bassist Drew Markwick und der 16-jährige Schlagzeuger Harri Wright. In dieser Besetzung nahm die Band ihr nächstes Album auf, das im Jahr 2010 unter dem Namen Tread the Darker Path erschien. Im selben Jahr spielte die Band außerdem auch auf dem Download-Festival und dem Hammerfest. Nachdem die Gruppe einen Vertrag bei Earache Records erreicht hatte, erschien hierüber das nächste Album The Disappearing Humans.

## Stil
Laut Christof Leim vom Metal Hammer spiele die Band auf The Wolves Are Hungry eine Mischung aus modernem und traditionellem Metal. Die Stimmung der Lieder erinnere an modernen Radio-Rock. Vergleichbar sei die Musik mit den späten Werken von Anthrax, sowie Alice in Chains und ein wenig SOiL. Die eingängigen Refrains würden Parallelen zu Galactic Cowboys aufweisen. Marcel Rudoletzky vom Metal Hammer fand in seiner Rezension zu The Disappearing Humans, dass der Gesang von James Cluer an den von James Hetfield erinnere und auch Lieder wie Rise Up and Start hätten vom Black Album stammen können.

## Diskografie
- 2003: Don’t Look Now… I’m Living (EP, Modern Noise)
- 2004: The Wolves Are Hungry (Album, SPV)
- 2008: The Unholy Feast (Album, Transcend Records)
- 2010: Tread the Darker Path (Album, Transcend Records)
- 2013: The Disappearing Humans (Album, Earache Records)